# Lista tomów serii Miecz zabójcy demonów – Kimetsu no Yaiba
Ten artykuł zawiera listę tomów serii Miecz zabójcy demonów – Kimetsu no Yaiba autorstwa Koyoharu Gotōge, ukazywanej w magazynie „Shūkan Shōnen Jump” wydawnictwa Shūeisha 15 lutego 2016 do 18 maja 2020. Razem opublikowano 205 rozdziałów, które później zostały skompilowane do 23 tankōbonów, które wydawane były od 3 czerwca 2016 do 4 grudnia 2020. Historia poboczna mangi została opublikowana w pierwszym numerze „Shōnen Jump GIGA”, wydanym 19 lipca 2016.
6 grudnia 2019 wydawnictwo Waneko ogłosiło, że nabyło prawa do dystrybucji mangi w Polsce, natomiast pierwszy tom ukazał się 18 marca 2020.
| Nr | Język japoński      | Język japoński         | Język polski      | Język polski           |
| Nr | Data wydania        | ISBN                   | Data wydania      | ISBN                   |
| --- | ------------------- | ---------------------- | ----------------- | ---------------------- |
| 1 | 3 czerwca 2016      | ISBN 978-4-08-880723-2 | 18 marca 2020     | ISBN 978-83-8096-810-3 |
| Lista rozdziałów - 001. Okrucieństwo (jap. 残酷 Zankoku) - 002. Ktoś nieznajomy (jap. 見知らぬ誰か Mi shiranu dare ka) - 003. Wrócę przed świtem (jap. 必ず戻る夜明けまでには Kanarazu modoru yoake made ni ha) - 004. Dziennik Tanjirou, cz. 1 (jap. 炭治郎日記 • 前編 Tanjirō nikki • Zenpen) - 005. Dziennik Tanjirou, cz. 2 (jap. 炭治郎日記 • 後篇 Tanjirō nikki • Kōhen) - 006. Góra rąk (jap. 山ほどの手が Yamahodo no tega) - 007. Zjawa (jap. 亡霊 Bōrei) |                     |                        |                   |                        |
| 2 | 4 sierpnia 2016     | ISBN 978-4-08-880755-3 | 18 maja 2020      | ISBN 978-83-8096-811-0 |
| Lista rozdziałów - 008. Braciszek (jap. 兄ちゃん Nii-chan) - 009. Witaj z powrotem (jap. おかえり Okaeri) - 010. Bagno porywające ludzi (jap. 人攫い沼 Hitosarai-numa) - 011. Sugestia (jap. 暗示 Anji) - 012. Nie mogę powiedzieć (jap. 言えない Ienai) - 013. To ty! (jap. お前が Omae ga) - 014. Gniew Kibutsujiego i oszłamiająca woń krwi (jap. 鬼舞辻の癇癪・幻惑の血の香り Kibutsuji no kanshaku - Genwaku no chi no kaori) - 015. Opinia lekarska (jap. 医師の見解 Ishi no kenkai) - 016. Zabawa piłeczkami (jap. 手鞠遊び Temari asobi) |                     |                        |                   |                        |
| 3 | 4 października 2016 | ISBN 978-4-08-880795-9 | 17 lipca 2020     | ISBN 978-83-8096-812-7 |
| Lista rozdziałów - 017. Strzałkowy demon (jap. 矢印鬼 Yajirushi oni) - 018. Klątwa (jap. 呪縛 Jubaku) - 019. Zawsze razem (jap. ずっと一緒にいる Zutto issho ni iru) - 020. Zenitsu Agatsuma (jap. 我妻善逸 Agatsuma Zen’itsu) - 021. Rezydencja bębenków (jap. 鼓屋敷 Tsuzumi yashiki) - 022. Nagłe wtargnięcie dzika (jap. 突然の猪 Totsuzen no inoshishi) - 023. Obnażone kły dzika i śpiący Zenitsu (jap. 猪は牙を剥き善逸は眠る Inoshishi wa kiba o muki Zen’itsu wa nemuru) - 024. Były członek dwunastu demonicznych księżyców (jap. 元十二鬼月 Moto jū ni kizuki) - 025. Zmobilizuj się! (jap. 己を鼓舞せよ Onore o kobu seyo)                                                               |                     |                        |                   |                        |
| 4 | 2 grudnia 2016      | ISBN 978-4-08-880826-0 | 18 września 2020  | ISBN 978-83-8096-813-4 |
| Lista rozdziałów - 026. Bijaktyka (jap. 素手喧嘩 Sutegoro) - 027. Inosuke Hashibira (jap. 嘴平伊之助 Hashibira Inosuke) - 028. Pilne wezwanie (jap. 緊急の呼び出し Kinkyū no yobidashi) - 029. Góra Natagumo (jap. 那田蜘蛛山 Natagumo yama) - 030. Marionetki (jap. 操り人形 Ayatsuri ningyō) - 031. Przed kimś, kto nie jest tobą (jap. 自分ではない誰かを前へ Jibunde wanai dareka o mae e) - 032. Uderzający zapach (jap. 刺激臭 Shigeki-shū) - 033. Iść naprzód, boleśnie powłócząc nogami (jap. 苦しみ、のたうちながら前へ Kurushimi, notauchinagara mae e) - 034. Mocne ostrze (jap. 強靱な刃 Kyōjin’na yaiba)                                                                                |                     |                        |                   |                        |
| 5 | 3 marca 2017        | ISBN 978-4-08-881026-3 | 18 listopada 2020 | ISBN 978-83-8096-814-1 |
| Lista rozdziałów - 035. Rozdzielenie (jap. 散り散り Chirijiri) - 036. Niedobrze (jap. これはやべぇ Kore wa yabē) - 037. Złamane miecze (jap. 折れた刀身 Ore ta tōshin) - 038. Prawdziwe i fałszywe (jap. 本物と偽物 Honmono to nisemono) - 039. W kalejdoskopie (jap. 走馬灯の中 Sōmatō no naka) - 040. Bóg ognia (jap. ヒノカミ Hinokami) - 041. Shinobu Kochou (jap. 胡蝶しのぶ Kochō Shinobu) - 042. Za tobą (jap. 後ろ Ushiro) - 043. Do piekła (jap. 地獄へ Jigoku e) |                     |                        |                   |                        |
| 6 | 2 maja 2017         | ISBN 978-4-08-881076-8 | 18 stycznia 2021  | ISBN 978-83-8096-815-8 |
| Lista rozdziałów - 044. Złamanie zasad (jap. 隊律違反 Tairitsu ihan) - 045. Sąd na zebraniu filarów (jap. 鬼殺隊柱合裁判 Kisaitaichū gō saiban) - 046. Mistrz (jap. お館様 Oyakata-sama) - 047. Phi! (jap. プイ Pui) - 048. Motyla rezydencja (jap. 蝶屋敷 Chō yashiki) - 049. Trening rehabilitacyjny cz. 1 (jap. 機能回復訓練・前編 Kinō kaifuku kunren・zenpen) - 050. Trening rehabilitacyjny cz. 2 (jap. 機能回復訓練・後編 Kinō kaifuku kunren・kōhen) - 051. Powrót miecza Nichirin (jap. 日輪刀還る Nichirin tō gaeru) - 052. Nieustępliwość (jap. 冷酷無情 Reikokumujō) |                     |                        |                   |                        |
| 7 | 4 sierpnia 2017     | ISBN 978-4-08-881193-2 | 18 marca 2021     | ISBN 978-83-8096-816-5 |
| Lista rozdziałów - 053. Ty jesteś... (jap. 君は Kimi wa) - 054. Dobry wieczór, panie Rengoku (jap. こんばんは煉獄さん Konbanwa Rengoku-san) - 055. Pociąg wicznego snu (jap. 無限夢列車 Mugen yume ressha) - 056. Zbudź się (jap. 目覚めろ Mezamero) - 057. Chwyć za miecz (jap. 刃を持て Yaiba o mote) - 058. Dzień dobry (jap. おはよう Ohayō) - 059. Hańba (jap. 侮辱 Bujoku) - 060. Obronić dwieście osób (jap. 二百人を守る Ni hyako nin o mamoru) - 061. Bliska walka (jap. 狭所の攻防 Kyōsho no kōbō) |                     |                        |                   |                        |
| 8 | 4 października 2017 | ISBN 978-4-08-881212-0 | 18 maja 2021      | ISBN 978-83-8096-817-2 |
| Lista rozdziałów - 062. Skończyło się koszmarem (jap. 悪夢に終わる Akumu ni owaru) - 063. Akaza (jap. 猗窩座 Akaza) - 064. Większy księżyc kontra filar (jap. 上弦の力・柱の力 Jōgen no chikara・hashira no chikara) - 065. Kto wygrał? (jap. Dare no kachi ka) - 066. Odejść o świcie (jap. 黎明に散る Reimei ni chiru) - 067. Poszukiwania (jap. さがしもの Sagashi mono) - 068. Użytkownik (jap. 使い手 Tsukaite) - 069. Iść przed siebie, choćby małymi krokami (jap. 前へ進もう少しずつで構わないから Mae e susumou sukoshizutsu de kamawanaikara) - 070. Porywacz (jap. 人攫い Hitosarai) |                     |                        |                   |                        |
| 9 | 4 grudnia 2017      | ISBN 978-4-08-881283-0 | 19 lipca 2021     | ISBN 978-83-8096-818-9 |
| Lista rozdziałów - 071. Infiltracja dzielnicy uciech (jap. 遊郭潜入大作戦 Yūkaku sen’nyū dai sakusen) - 072. Szukajcie moich żon (jap. お嫁さんを探せ Oyomesan o sagase) - 073. Pogoń (jap. 追跡 Tsuiseki) - 074. Daki (jap. 堕姫 Daki) - 075. Myśli każdego z osobna (jap. それぞれの思い Sorezore no omoi) - 076. Miejsce każdego z osobna (jap. それぞれの場所で Sorezore no basho de) - 077. Ryk (jap. 轟く Todoroku) - 078. Wykręcanie (jap. ぐねぐね Gunegune) - 079. Otwór (jap. 風穴 Kazaana) |                     |                        |                   |                        |
| 10 | 2 marca 2018        | ISBN 978-4-08-881355-4 | 17 września 2021  | ISBN 978-83-8096-819-6 |
| Lista rozdziałów - 080. Wartość (jap. 価値 Kachi) - 081. Nawarstwiające się wspomnienia (jap. 重なる記憶 Kasanaru kioku) - 082. Człowiek i demon (jap. 人間と鬼 Ningen to oni) - 083. Przeobrażenie (jap. 変貌 Henbō) - 084. To, co ważne (jap. 大切なもの Taisetsuna mono) - 085. Wielki płacz (jap. 大泣き Ō naki) - 086. Gyuutarou (jap. 妓夫太郎 Gyūtarō) - 087. Zbiórka (jap. 集結 Shūketsu) - 088. Jak pokonać wroga (jap. 倒し方 Taoshikata) |                     |                        |                   |                        |
| 11 | 4 czerwca 2018      | ISBN 978-4-08-881399-8 | 18 listopada 2021 | ISBN 978-83-8096-820-2 |
| Lista rozdziałów - 089. Chaotyczna walka (jap. 混戦 Konsen) - 090. Jestem ci wdzięczny (jap. 感謝する Kansha suru) - 091. Zmiana strategii (jap. 作戦変更 Sakusen henkō) - 092. Glista, nieudacznik i nieudolny guzdrała (jap. 虫ケラボンクラのろまの腑抜け Mushi kerabonkura noroma no funuke) - 093. Nigdy się nie poddam! (jap. 絶対にあきらめない Zettai ni akiramenai) - 094. Zrób coś! (jap. 何とかして Nantoka shite) - 095. Na koniec (jap. 最期 Saigo) - 096. Choćbyśmy odrodzili się wielokrotnie cz. 1 (jap. 何度生まれ変わっても(前編) Nando umarekawatte mo (zenpen)) - 097. Choćbyśmy odrodzili się wielokrotnie cz. 2 (jap. 何度生まれ変わっても(後編) Nando umarekawatte mo (kōhen)) |                     |                        |                   |                        |
| 12 | 3 sierpnia 2018     | ISBN 978-4-08-881540-4 | 18 stycznia 2022  | ISBN 978-83-8096-821-9 |
| Lista rozdziałów - 098. Zebranie większych księżyców (jap. 上弦集結 Jōgen shūketsu) - 099. Czyjeś marzenie (jap. 誰かの夢 Dareka no yume) - 100. Ruszamy do wioski! (jap. いざ行け里へ!! Iza yuke sato e!!) - 101. Szept (jap. 内緒話 Naisho-banashi) - 102. Dzień dobry, Tokitou! (jap. 時透くんコンニチハ Tokitō-kun kon’nichiwa) - 103. Yoriichi typu zero (jap. 緑壱零式 Yoriichi Zeroshiki) - 104. Kotetsu (jap. 小鉄さん Kotetsu-san) - 105. Coś wystaje! (jap. なんか出た Nanka deta) - 106. Atak wroga (jap. 敵襲 Tekishū) |                     |                        |                   |                        |
| 13 | 2 listopada 2018    | ISBN 978-4-08-881626-5 | 18 marca 2022     | ISBN 978-83-8096-822-6 |
| Lista rozdziałów - 107. Przeszkoda (jap. 邪魔 Jama) - 108. Dziękuję, Tokitou (jap. 時透君ありがとう Tokitō-kun arigatō) - 109. Nie umiera (jap. 死なない Shinanai) - 110. Zakradając się do szopy (jap. あばら屋でこそこそ Abaraya de kosokoso) - 111. Fanaberie artysty (jap. 芸術家気取り Geijutsuka kidori) - 112. Przemiany (jap. 遷移変転 Sen’i henten) - 113. Jasnoczerwony miecz (jap. 赫刀 Gakutō) - 114. Pragnienie akceptacji (jap. 認められたかった Mitome raretakatta) - 115. Zostać filarem (jap. 柱に Hashira ni) |                     |                        |                   |                        |
| 14 | 4 stycznia 2019     | ISBN 978-4-08-881695-1 | 18 maja 2022      | ISBN 978-83-8096-823-3 |
| Lista rozdziałów - 116. Okrutny złoczyńca (jap. 極悪人 Gokuaku nin) - 117. Kowal mieczy (jap. 刀鍛冶 Katanakaji) - 118. „Mu” w Muichirou (jap. 無一郎の無 Muichirō no mu) - 119. Powracanie (jap. よみがえる Yomigaeru) - 120. Walka na wyzwiska (jap. 悪口合戦 Waruguchi gassen) - 121. Niespodziewana sytuacja (jap. 異常事態 Ijō jitai) - 122. To tylko chwilowe wzburzenie (jap. それは一時的な興奮状態 Sore wa ichiji-tekina kōfun jōtai) - 123. Kalejdoskop wspomnień Mitsuri Kanroji (jap. 甘露寺蜜璃の走馬灯 Kanroji Mitsuri no sōmatō) - 124. Przestań wreszcie, ty kretynie! (jap. いい加減にしろ バカタレ Īkagen’nishiro bakatare)                                                        |                     |                        |                   |                        |
| 15 | 4 kwietnia 2019     | ISBN 978-4-08-881799-6 | 18 lipca 2022     | ISBN 978-83-8096-824-0 |
| Lista rozdziałów - 125. Nadchodzący świt (jap. 迫る夜明け Semaru yoake) - 126. Świt i pierwsze promienie słońca (jap. 彼は誰時・朝ぼらけ Kahataredoki asaborake) - 127. Zwycięski okrzyk (jap. 勝利の鳴動 Shōri no meidō) - 128. Prosimy o wyjaśnienia (jap. 御教示願う Gokyōji negau) - 129. Jak zdobyć znamię zabójcy (jap. 痣の者になるためには Aza no mono ni naru tame ni wa) - 130. Czyjeś miejsce (jap. 居場所 Ibasho) - 131. Odwiedzający (jap. 来訪者 Raihōsha) - 132. Trening z całych sił (jap. 全力訓練 Zenryoku kunren) - 133. Zapraszam (jap. ようこそ... Yōkoso...) |                     |                        |                   |                        |
| 16 | 4 lipca 2019        | ISBN 978-4-08-881867-2 | 20 września 2022  | ISBN 978-83-8096-825-7 |
| Lista rozdziałów - 134. Powtarzalne czynności (jap. 反復動作 Hanpuku dōsa) - 135. Gyoumei Himejima (jap. 悲鳴嶼 行冥 Himejima Gyōmei) - 136. Ruch (jap. 動く Ugoku) - 137. Niezniszczalny (jap. 不滅 Fumetsu) - 138. Nagły zwrot akcji (jap. 急転 Kyūten) - 139. Upadek (jap. 落ちる Ochiru) - 140. Początek decydującego starcia (jap. 決戦の火蓋を切る Kessen no hibuta wo kiru) - 141. Zesmsta (jap. 仇 Kataki) - 142. Filar owada, Shinobu Kochou (jap. 蟲柱・胡蝶しのぶ Mushi hashira, Kochō Shinobu) |                     |                        |                   |                        |
| 17 | 4 października 2019 | ISBN 978-4-08-882080-4 | 18 listopada 2022 | ISBN 978-83-8096-826-4 |
| Lista rozdziałów - 143. Gniew (jap. 怒り Ikari) - 144. Spadkobiercy (jap. 受け継ぐ者たち Uketsugu monotachi) - 145. Pudełko szczęścia (jap. 幸せの箱 Shiawase no hako) - 146. Duma (jap. 誇り Hokori) - 147. Trybiki (jap. 小さな歯車 Chīsana haguruma) - 148. Zderzenie (jap. ぶつかる Butsukaru) - 149. Pogarda (jap. 嫌悪感 Ken’o-kan) - 150. Wyczuwanie (jap. 気づき Kizuki) - 151. Dźwięk dzwonka w śnieżną, księżycową noc (jap. 鈴鳴りの雪月夜 Suzunari no yukitsukiyo) |                     |                        |                   |                        |
| 18 | 4 grudnia 2019      | ISBN 978-4-08-882141-2 | 18 stycznia 2023  | ISBN 978-83-8096-827-1 |
| Lista rozdziałów - 152. Przejrzysty świat (jap. 透き通る世界 Sukitōru sekai) - 153. Przyciąganie (jap. 引かれる Hikareru) - 154. Szturm wspomnień (jap. 懐古強襲 Kaiko kyōshū) - 155. Bezużyteczny pies stróż (jap. 役立たずの狛犬 Yakutatazu no komainu) - 156. Dzięki (jap. ありがとう Arigatō) - 157. Dusza powracająca w tańcu (jap. 舞い戻る魂 Maimodoru tamashī) - 158. Absurd (jap. 破茶滅茶 Hachamecha) - 159. Twarz (jap. 顔 Kao) - 160. Nakładające się twarze, powracające wspomnienia (jap. 重なる面影・蘇る記憶 Kasanaru omokage, yomigaeru kioku) |                     |                        |                   |                        |
| 19 | 4 lutego 2020       | ISBN 978-4-08-882204-4 | 18 marca 2023     | ISBN 978-83-8096-828-8 |
| Lista rozdziałów - 161. Trzepot skrzydeł motyla (jap. 蝶の羽ばたき Chō no habataki) - 162. Zwycięska trójka (jap. 三人の白星 San’nin no shiroboshi) - 163. Przepełnione serce (jap. 心あふれる Kokoro afureru) - 164. Trochę przesadziłem z siłą (jap. ちょっと力み過ぎただけ Chotto rikimi sugita dake) - 165. Trzęsąc się w bezruchu (jap. 愕然と戦慄く Gakuzen to wananaku) - 166. Trawdziwe odczucia (jap. 本心 Honshin) - 167. Życzenie (jap. 願い Negai) - 168. Nieprzemijalni (jap. 百世不磨 Hyakusei fuma) - 169. Trzęsienie (jap. 地鳴る Jinaru) |                     |                        |                   |                        |
| 20 | 13 maja 2020        | ISBN 978-4-08-882282-2 | 18 maja 2023      | ISBN 978-83-8096-829-5 |
| Lista rozdziałów - 170. Nieporuszony filar (jap. 不動の柱 Fudō no hashira) - 171. Przeobrażenie (jap. 変ずる Henzuru) - 172. Potencjał słabego (jap. 弱者の可能性 Jakusha no kanōsei) - 173. Ścieżka nieznachwianego serca (jap. 匪石之心が開く道 Hiseki no kokoro ga hiraku michi) - 174. Koszmar czerwonej księżycowej nocy (jap. 赤い月夜に見た悪夢 Akai tsukiyo ni mita akumu) - 175. Bój się przyszłych pokoleń (jap. 後世畏るべし Kōsei osoru beshi) - 176. Samuraj (jap. 侍 Samurai) - 177. Słodszy brat (jap. 弟 Otōto) - 178. Nigdy cię nie dosięgnę (jap. 手を伸ばしても手を伸ばしても Te o nobashite mo te o nobashite mo)                                                                |                     |                        |                   |                        |
| 21 | 3 lipca 2020        | ISBN 978-4-08-882349-2 | 18 lipca 2023     | ISBN 978-83-8242-537-6 |
| Lista rozdziałów - 179. Uczucia starszego i młodszego brata (jap. 兄を思い弟を思い Ani o omoi otōto o omoi) - 180. Regeneracja (jap. 快復 Kaifuku) - 181. Katastrofa (jap. 大災 Taisai) - 182. Furia (jap. 激怒 Gekido) - 183. Przepychanki (jap. 閲ぎ合い Semegiai) - 184. Opuszczenie linii frontu (jap. 戦線離脱 Sensen ridatsu) - 185. Bezwonny świat (jap. 匂いのない世界 Nio no nai sekai) - 186. Dawne wspomnienia (jap. 古の記憶 Inishie no kioku) - 187. Nieskazitelna osoba (jap. 無垢なる人 Mukunaru hito) |                     |                        |                   |                        |
| 22 | 2 października 2020 | ISBN 978-4-08-882424-6 | 18 września 2023  | ISBN 978-83-8242-538-3 |
| Lista rozdziałów - 188. Smutna miłość (jap. 悲痛な恋情 Hitsūna renjō) - 189. Krzepiący towarzysze (jap. 心強い仲間 Kokoro dzuyoi nakama) - 190. Jeden za drugim (jap. ぞくぞくと Zokuzoku to) - 191. I kto tu jest demonem? (jap. どちらが鬼か Dochira ga oni ka) - 192. Koło przeznaczenia (jap. 廻る縁 Meguru enishi) - 193. Uchylenie problematycznych wrót (jap. 困難の扉が開き始める Kon’nan no tobira ga hiraki hajimeru) - 194. Palące rany (jap. 灼熱の傷 Shakunetsu no kizu) - 195. Oszołomienie (jap. めまぐるしく Memagurushiku) - 196. Jestem... (jap. 私は Watashi ha) |                     |                        |                   |                        |
| 23 | 4 grudnia 2020      | ISBN 978-4-08-882495-6 | 17 listopada 2023 | ISBN 978-83-8242-539-0 |
| Lista rozdziałów - 197. Zawziętość (jap. 執しゅう念ねん Shūnen) - 198. W następnej chwili... (jap. 気き付づけば Kizukeba) - 199. Świt tysiąclecia (jap. 千年の夜明け Sennen no yoake) - 200. Cena zwycięstwa (jap. 勝しょう利りの代だい償しょう Shōri no daishō) - 201. Król demonów (jap. 鬼の王 Oni no ō) - 202. Wracajmy (jap. 帰ろう Kaerou) - 203. Wiele pokrzepiających głosów (jap. 数多の呼び水 Amata no yobimizu) - 204. Świat bez demonów (jap. 鬼のいない世界 Oni no inai sekai) - 205. Życie lśniące od pokoleń (jap. 幾星霜を煌めく命 Ikuseisō o kirameku inochi) |                     |                        |                   |                        |